# 남원 선국사 대웅전
남원 선국사 대웅전(南原 善國寺 大雄殿)은 대한민국 전북특별자치도 남원시, 선국사에 있는 대웅전이다. 1985년 8월 16일 전라북도의 유형문화재 제114호로 지정되었다.

## 개요
선국사는 교룡산성 안에 있는 절로 산성내에 있다고 산성절이라 부르기도 한다. 신문왕 5년(685)에 세워졌으며, 이곳에 용천이 있다고 하여 용천사라 하였다. 선국사로 이름이 바뀐 시기는 분명하지 않다. 절의 건물은 교룡산성을 지키는 군본부로 사용되었으며, 전성기에는 300여 명의 승려가 머물렀다고 한다.
선국사 대웅전은 아미타불을 모시는 법당으로 통일신라 신문왕(재위 681∼692) 때 세워졌다고 전해지며 정조 3년(1779년)에 다시 지었다.
지붕은 옆면이 여덟 팔(八)자 모양으로 가장 화려한 팔작지붕이다. 기둥 위에서 지붕 처마를 받치는 공포가 기둥 위에만 있는 주심포 양식으로 공포 사이의 공간에는 불상을 그려넣어 화려함을 더해주고 있다. 내부에는 ‘교룡산성승장인’이란 도장과 민속자료 제5호인 큰 북이 보존되어 있어 역대 승병장의 본거지였음을 추측할 수 있다.

## 현지 안내문
이 건물은 교룡산성 안에 자리한 선국사의 중심 법당으로, 통일신라 신문왕 5년(685년)에 처음 지었다고 한다. 현재의 건물은 조선 정조 3년(1779년)에 다시 지은 것이다. 받침부는 비교적 낮고, 위아래 굵기의 변화가 없는 반듯한 기둥을 썼다. 정면의 처마 밑 벽체에 다채로운 그림을 그려 넣어 화려함을 느끼게 한다. 대웅전 안에는 지방민속자료 제5호로 지정된 큰 북과 조선시대에 사용했던 승병대장의 인장이 있어 이 곳이 임진왜란(1592년)때 승병의 주둔지였음을 알려준다.

## 같이 보기
- 남원 교룡산성
- 선국사
- 선국사대북 - 전라북도의 민속문화재 제5호

## 참고 자료
- 선국사대웅전 - 국가유산청 국가유산포털